# 公園廣場車站 (BMT富蘭克林大道線)
公園廣場車站（英語：Park Place station）是紐約地鐵BMT富蘭克林大道線的一個地鐵站，位於布魯克林皇冠高地，設有富蘭克林大道接駁線（任何時候停站）列車服務。此站在整個紐約地鐵有兩個特點：整個地鐵系統內唯一只由接駁線列車停靠的車站（其他時間沒有任何列車停靠此站，若將車站複合計算作一站），以及唯一只設一條軌道的車站。

## 車站結構
| P 月台層 | 側式月台，左/右側開門                                                 | 側式月台，左/右側開門                                                 |
| P 月台層 | 單線軌道                                                              | 往展望公園（植物園） · 往富蘭克林大道（總站）                         |
| G 街道層 | 出入口、車站詢問處 富蘭克林大道以西展望廣場有斜坡，兩個方向在同一軌道 | 出入口、車站詢問處 富蘭克林大道以西展望廣場有斜坡，兩個方向在同一軌道 |

1999年重建的車站在只設有單側側式月台和一條單線軌道，服務來回兩方向列車。較新、較寬的車站月台部分建於舊南行軌道。

## 外部連結
- nycsubway.org—BMT Franklin: Park Place
- Station Reporter — Franklin Shuttle
- The Subway Nut — Park Place Pictures （页面存档备份，存于）
- MTA's Arts For Transit — Park Place (BMT Franklin Avenue Line) （页面存档备份，存于）
- Station house entrance as seen from Park Place （页面存档备份，存于）
- Park Place entrance from Google Maps Street View
- Prospect Place entrance from Google Maps Street View
- Platform from Google Maps Street View